# Clairefontaine (Belgique)
Pour les articles homonymes, voir Clairefontaine.
Clairefontaine [klɛʁ.fɔ̃.tɛn] (Badebuerg/Badeburg/Baardebuerg en luxembourgeois, Bardenburg en allemand) est un hameau belge distant de quatre kilomètres de la ville d'Arlon  dont il fait partie, en province de Luxembourg. Avant la fusion des communes de 1977, il était rattaché à la commune d'Autelbas.
Jusqu'au partage du grand-duché de Luxembourg (créé en 1815 par le congrès de Vienne) à l'issue de la Conférence de Londres (1831-1839), Clairefontaine relevait de la commune d'Eischen-Hobscheid conservée, pour l'essentiel, par le grand-duché réduit (à sa taille actuelle).
Le village est surtout connu pour les ruines de l'ancienne abbaye de moniales cisterciennes qui fut nécropole de la famille comtale de Luxembourg. La célèbre comtesse Ermesinde, fille d'Henri IV de Luxembourg, dit « Henri l'Aveugle » et par ailleurs aussi comte de Namur, avait eu l'intention de fonder cette abbaye. C'est toutefois son fils Henri V de Luxembourg, dit « Henri le Blondel », qui, en exécution du testament de sa mère, fit effectivement bâtir le monastère. Mais Ermesinde y repose ; et d'autres dynastes luxembourgeois y trouvèrent leur dernière demeure. Le célèbre comte de Luxembourg Jean l'Aveugle, devenu par mariage roi de Bohême et mort lors de la bataille de Crécy, avait souhaité y être inhumé ; le sort en décida cependant autrement.

## Géographie

### Situation
Clairefontaine est situé à l'est d'Arlon et à moins d'un kilomètre de la frontière luxembourgeoise.
Le hameau est traversé, parallèlement à sa rue principale, d'ouest en est, par le Durbaach, connu localement sous le simple nom de ruisseau de Clairefontaine, un ruisseau venant d'Autelbas et se jetant dans la rivière Eisch (un affluent de l’Alzette) à la frontière belgo-luxembourgeoise, juste après l'ancienne École apostolique de Clairefontaine des prêtres « dehoniens », ouverte en 1889 et fermée en 1986, et devenue depuis 1991 un centre de formation spirituelle, de conférences et de colloques (possibilité de louer des salles et de séjourner sur place) appartenant toujours à la congrégation.

## Histoire
Le lieu était sans doute occupé bien avant la fondation de l'abbaye. Les hauteurs de Clairefontaine, notamment le Kaarlsbierg, auraient déjà accueilli des aménagements fortifiés à l'époque romaine. En tous cas, il y existait déjà un petit château, car c'est la comtesse Ermesinde de Luxembourg qui habitait ce château voisin (du Bardenbourg), elle qui avait par ailleurs eu l'intention de fonder l'abbaye de Clairefontaine finalement fondée par son fils et successeur.
La légende raconte que la comtesse, un jour qu'elle se promenait dans les environs de son château, s'assoupit sous un chêne et eut un songe. Elle vit une Dame qui descendait des collines voisines. Cette Dame tenait dans ses bras un enfant et était entourée d'un troupeau de moutons blancs marqués d'une croix noire. Un ermite de la région lui expliqua que c'était la Vierge qu'elle avait vue en songe, et qu'elle lui demandait de construire un monastère de l'Ordre de Cîteaux sur le site de Clairefontaine. Ce qu'elle n'a cependant pas eu le temps de faire (cf. la bibliographie du professeur Georges Despy!)  .
Conformément à ses dernières volontés, Ermesinde eut toutefois sa sépulture dans l'abbaye de Clairefontaine. Son sarcophage (QUEL SARCOPHAGE? Ce n'était qu'un petit coffre - le "sarcophage" actuel est de l'époque contemporaine et en bois peint - allez voir sur place, comme moi) , retrouvé au XIXe siècle, se trouve dans la crypte de la chapelle Notre-Dame de Clairefontaine du village.

## Démographie
Le village de Clairefontaine compte 69 habitants au 31 décembre 2012.

## Abbaye de moniales
Le monastère fut construit à l'endroit où, environ cent ans plus tôt, en 1147, saint Bernard bénit une source alors qu'il faisait une halte sur la route qui le menait de Reims à Trèves. Il parcourut ce chemin alors qu'il accompagnait le pape Eugène III et dix-huit cardinaux. Le seigneur du château de Bardenbourg invita le pape et saint Bernard à venir se reposer et se restaurer dans sa demeure. Or, un membre de la famille du seigneur était gravement malade. Saint Bernard fit une prière, le bénit avec l'eau de la source qui coulait à cet endroit et la personne guérit sur le champ ! La source qui coule encore aujourd'hui -, au même endroit derrière la chapelle Notre-Dame - est connue depuis lors comme 'source Saint-Bernard' et passe pour avoir des vertus curatives.
Après des siècles d'activité, l'abbaye fut détruite à la fin du XVIIIe siècle, au moment où les troupes révolutionnaires françaises envahirent le Luxembourg (épisode que l'écrivain romantique Marcellin La Garde retracera dans son roman historique Les derniers jours de Clairefontaine en 1850).
En 1935, l'abbaye renaquit en bord de Semois, à Cordemois, près de Bouillon: c'est l'Abbaye Notre-Dame de Clairefontaine.

## Renouveau du village

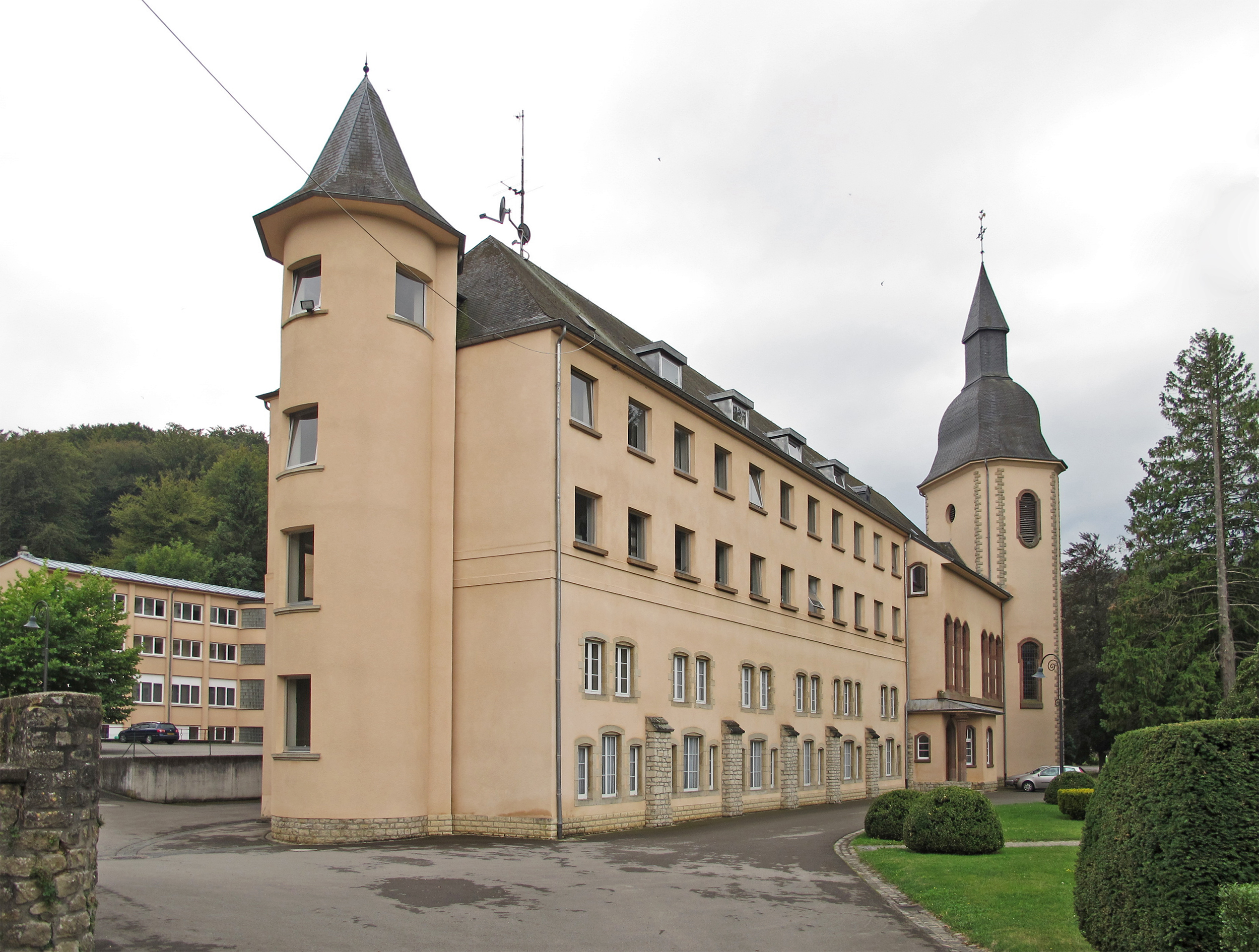
Vue de l'ancienne école des prêtres du Sacré-Cœur.

À l'abandon durant de nombreuses années, le site de Clairefontaine connut un nouvel élan religieux à la fin du XIXe siècle grâce à la construction, au centre de ce qui était la nef de l'église abbatiale, d'une nouvelle chapelle. La chapelle Notre-Dame de Clairefontaine, fut construite par des pères Jésuites entre 1875 et 1877 et fut, durant un siècle, le sanctuaire marial préféré des Arlonais. Cette chapelle fut l'objet d'une rénovation complète entre 1997 et 2000.
Les prêtres du Sacré-Cœur de Saint-Quentin achètent en 1889 l'ancien couvent des dominicaines pour en faire une école apostolique, puis un établissement d'enseignement secondaire réputé (John Scheid et Jean-Claude Juncker en sont deux des plus illustres anciens). L'établissement ferme un siècle plus tard, en 1986. C'est aujourd'hui un centre spirituel appartenant toujours à la même congrégation religieuse et le siège des Editions SCJ Clairefontaine qui éditent e.a. la revue "Heimat und Mission" ainsi que les œuvres spirituelles du Père Léon Dehon, fondateur de la Congrégation des Prêtres du Sacré-Cœur.